# بليك كيسيل
بليك كيسيل (بالإنجليزية: Blake Kessel)‏ هو لاعب هوكي الجليد أمريكي، ولد في 13 أبريل 1989 في ماديسون في الولايات المتحدة.

## وصلات خارجية
- بليك كيسيل على موقع دوري الهوكي الوطني (الإنجليزية)
- بليك كيسيل على موقع EliteProspects.com (الإنجليزية)
- بليك كيسيل على موقع HockeyDB.com (الإنجليزية)